# Baba O’Riley
Baba O’Riley – piosenka rockowa napisana przez Pete’a Townshenda i nagrana przez angielski zespół rockowy The Who w 1971 roku. Jest wykonywana przez Rogera Daltreya, wspomaganego przed Townshenda. Utwór jest połączeniem hard rocka i muzyki elektronicznej, której użycie – jak na ówczesne czasy – było bardzo nowatorskie.
Tytuł piosenki wywodzi się z nazwisk Terry’ego Rileya i Mehera Baby, których muzyka i myśli filozoficzne były główną inspiracją dla The Who. „Baba O’Riley” jest też znane jako „Teenage Wasteland”, taka fraza jest bowiem powtarzana podczas całego refrenu piosenki. „Teenage Wasteland” było też jej tytułem roboczym, kiedy traktowano ją jako potencjalną część projektu Lifehouse. Ostatecznie, tytuł ten został nadany innej piosence albumu Lifehouse Chronicles autorstwa Townshenda.
Obecnie piosenka jest znana przede wszystkim jako podkład dźwiękowy do czołówki serialu CSI: Kryminalne zagadki Nowego Jorku.
W oryginale słynną partię skrzypiec wykonał Dave Arbus z grupy East of Eden, twórca pierwszego przeboju Jig a Jig w stylu Rock Celtic.

## Historia
Townshend początkowo napisał „Baba O’Riley” dla swej nowej opery rockowej Lifehouse, zaplanowany jako następca podobnego projektu – Tommy. Lifehouse ostatecznie nie został przyjęty przez pozostałych członków zespołu i producentów. Utwór, podobnie jak wiele innych, stworzonych z zamysłem umieszczenia w operze rockowej, znalazł się na albumie Who’s Next z 1971 roku.
Perkusista Keith Moon był pomysłodawcą włączenia skrzypiec do końcowej kody utworu, aby przejść z klasycznego rocka po irlandzki folk. Podczas koncertów, wokalista Roger Daltrey używał harmonijki ustnej zamiast skrzypiec. Jednym z niewielu wyjątków było solo skrzypcowe zagrane przez Nigela Kennedy’ego podczas koncertu grupy w londyńskim Royal Albert Hall w 2000 roku.
Piosenka została wykonana 12 sierpnia na Stadionie Olimpijskim w Londynie podczas ceremonii zamknięcia Letnich Igrzysk Olimpijskich w 2012.

## Wpływ kulturalny
Utwór zaliczany do grona najlepszych i najważniejszych w historii muzyki rockowej, znajduje się na 340. miejscu w zestawieniu 500 Największych Utworów Wszech czasów magazynu Rolling Stone, jest też wśród 500 piosenek mających wpływ na kształtowanie się gatunku rock and roll wykonanej przez muzeum Rock and Roll Hall of Fame.
Ponadto, oprócz wspomnianego już wykorzystania w czołówce Kryminalnych zagadek, piosenka pojawiła się też we wstępie drugiego odcinku, drugiego sezonu serialu Policjanci z Miami oraz w pierwszym sezonie serialu Dr House (2004–2009) jako leitmotiv oraz utwór słuchany przez głównego bohatera oraz w tle zakończenia filmu Dziewczyna z sąsiedztwa (2004).
„Baba O’Riley” było również jednym z tytułów roboczych amerykańskiego serialu Różowe lata siedemdziesiąte (1976–1979), wraz z „The Kids Are Alright”, innym utworem twórczości The Who.

## Certyfikaty i sprzedaż
| Kraj                  | Certyfikat      | Sprzedaż |
| --------------------- | --------------- | -------- |
| Wielka Brytania (BPI) | platynowa płyta | 600 000+ |
| Włochy (FIMI)         | platynowa płyta | 50 000+  |